# ترک اکونومی بانکاسی
ترک اکونومی بانکاسی (به ترکی استانبولی: Türk Ekonomi Bankası) شرکت خدمات مالی و بانکداری ترکیه‌ای است، که در سال ۱۹۲۷ تحت نام کوچالی هالک تأسیس شد. 
ترک اکونومی بانکاسی در سال ۲۰۰۵ قرارداد مشارکتی را با بانک فرانسوی بی‌ان‌پی پاریبا به امضا رساند، که در پی آن سیستم بانکداری خرد آن فرآیند توسعه را آغاز نمود. ترک اکونومی بانکاسی، در حال حاضر (۲۰۱۳) مالک شبکه‌ای از ۵۴۱ شعبه در سراسر ترکیه می‌باشد.
شعبه مرکزی این بانک در شهر ازمیت، ترکیه قرار دارد و بخشی از سهام آن در بازار بورس استانبول معامله می‌شود. بانک فرانسوی بی‌ان‌پی پاریبا و شرکت چولاکوغلو گروپو هم‌اکنون سهام‌داران اصلی ترک اکونومی بانکاسی می‌باشند.